# 怪奇!呪いの生体実験
『怪奇! 呪いの生体実験』（かいき! のろいのせいたいじっけん、原題：The Frozen Dead）は、1967年に製作されたホラー映画である。

## 概要
終戦後のナチス・ドイツの科学者が、人間に対する様々な生体実験から起こる恐怖を描くホラー映画の本作。悪人ではないが、ナチス本部の命令から生体実験を実施するノルベルク博士役にはアメリカ人俳優ダナ・アンドリュースが演じた。また、不本意にも生体実験を施され、生首になる主人公の友人をキャスリーン・ブレックが演じている。またノルベルク博士の助手にはアラン・ティルヴァーンが出演している。

## あらすじ
第二次世界大戦時末期、ノルベルク博士（ダナ・アンドリュース）はナチス総統の命を受けて特に優秀な党員たちを冷凍保存する。そして冷凍保存された党員たちは、ノルベルク博士の屋敷の地下にある研究室で厳重に保管された。戦争が終わるとノルベルク博士はナチスを再興させるため冷凍保存した党員たちを解凍するが、彼らは後遺症で精神に異常をきたし、まともに使えそうな党員は一人もいなかった。そんなある日、ノルベルク博士の研究の成果を視察しに、ルーベック将軍（カレル・ステパネック）とティルピッツ博士（バジル・ヘンソン）がノルベルクの屋敷へやって来る。将軍たちは精神に異常をきたした党員たちを目の当たりにして肩を落とすも、まだ解凍されていない党員ミラーの蘇生実験に立ち会うことに。準備も整い、ノルベルク博士と助手のカール（アラン・ティルヴァーン）は蘇生を開始するが、その最中に姪のジーン（アンナ・パルク）とその友人のエルサ（キャスリーン・ブレック）の予期せぬ訪問で実験は失敗。その失敗により、彼らは新たに死んでから5分以上経過していない生きた脳が必要になり、カールは独断でジーンの友人エルサに手をかける…。

## キャスト・スタッフ

### 出演者
※括弧内は日本語吹替（初回放送1971年7月9日『ゴールデン洋画劇場』）
- ノルベルク博士：ダナ・アンドリュース（久松保夫）
- ジーン・ノルベルク：アンナ・パルク（武藤礼子）
- テッド・ロバーツ博士：フィリップ・ギルバート（羽佐間道夫）
- エルサ・テニー：キャスリーン・ブレック
- カール：アラン・ティルヴァーン（富田耕生）
- ルーベック将軍：カレル・ステパネック（高塔正翁）
- ティルピッツ博士：バジル・ヘンソン

### スタッフ
- 監督：ハーバート・J・レダー
- 製作：ハーバート・J・レダー
- 脚本：ハーバート・J・レダー
- 音楽：ドン・バンクス
- 撮影：デヴィッド・ボールトン
- 編集：トム・シンプソン